# Rio Novo
Rio Novo is een gemeente in de Braziliaanse deelstaat Minas Gerais. De gemeente telt 9.300 inwoners (schatting 2009).

## Aangrenzende gemeenten
De gemeente grenst aan Chácara, Coronel Pacheco, Descoberto, Guarani, Piau, São João Nepomuceno en Tabuleiro.